# Eupogonius cryptus
Eupogonius cryptus är en skalbaggsart som beskrevs av Hovore 1990. Eupogonius cryptus ingår i släktet Eupogonius och familjen långhorningar.
Artens utbredningsområde är Costa Rica. Inga underarter finns listade i Catalogue of Life.